# التعديل الثامن عشر لدستور باكستان
تم تمرير التعديل الثامن عشر لدستور باكستان (بالأردية: آئین پاكستان میں اٹھارہویں ترمیم) من قِبل المجلس الوطني الباكستاني بتاريخ 8 أبريل 2010، من أجل نزع سلطة رئيس باكستان في حل البرلمان من جانب واحد، وتحويل باكستان من شبه رئاسية إلى جمهورية برلمانية، وإعادة تسمية مقاطعة الحدود الشمالية الغربية خيبر بختونخوا. كان الهدف من وراء هذا التعديل هو مواجهة السلطات الشاملة التي جمعتها الرئاسة في عهد الرئيسين السابقين الجنرال برويز مشرف والجنرال محمد ضياء الحق وتخفيف عدم الاستقرار السياسي الذي كانت تشهده باكستان. ألغى مشروع القانون هذا العديد من انتهاكات الدستور الباكستاني على مدى عدة عقود من قِبل حكامها العسكريين. أقر مجلس الشيوخ الباكستاني مشروع قانون التعديل في 15 أبريل 2010 وأصبح قانوناً صادراً عن البرلمان وقع عليه الرئيس آصف علي زرداري في 19 أبريل 2010. وكانت هذه هي المرة الأولى في تاريخ باكستان التي يتخلى فيها رئيس عن جزء كبير من صلاحياته طواعية ونقلها إلى البرلمان ومكتب رئيس الوزراء.

## وصلات خارجية
- Text of the Constitution (Eighteenth Amendment) Act, 2010 on pakistani.org